# 209
Het jaar 209 is het 9e jaar in de 3e eeuw volgens de christelijke jaartelling.

## Gebeurtenissen

### Italië
- Keizer Septimius Severus verheft zijn jongste zoon Publius Septimius Geta tot Augustus ("De Verhevene") en neemt hem op in zijn testament als troonopvolger.